# Cave Mountain
Cave Mountain är ett berg i Kanada.   Det ligger i provinsen Alberta, i den centrala delen av landet, 3 000 km väster om huvudstaden Ottawa. Toppen på Cave Mountain är 2 650 meter över havet, eller 343 meter över den omgivande terrängen. Bredden vid basen är 2,6 km.
Terrängen runt Cave Mountain är bergig åt sydost, men åt nordväst är den kuperad.Trakten runt Cave Mountain är nära nog obefolkad, med mindre än två invånare per kvadratkilometer.. Det finns inga samhällen i närheten. 
Trakten runt Cave Mountain består i huvudsak av gräsmarker.